# Vágar régió

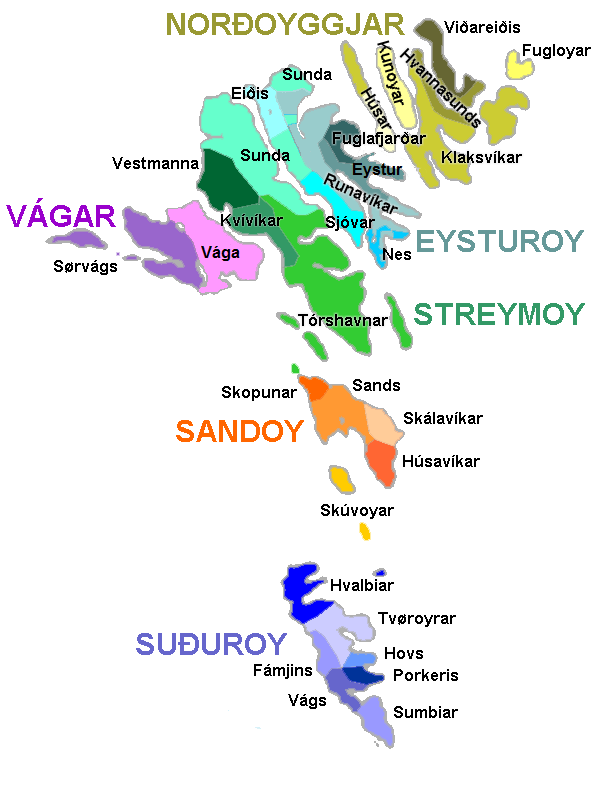
Feröer régiói és községei

Vágar régió Feröer hat hagyományos földrajzi régiójának egyike, egyben rendőrségi körzet. Népessége 3084 fő (2009. jan 1.) +/-.

## Földrajz
Vágar régió szigetei:
- Mykines
- Vágar

## Önkormányzat és közigazgatás
Vágar régió községei:
- Sørvágur község – Sørvágur
- Vágar község – Miðvágur

## Népesség
| Év              | Lakosság |
| --------------- | -------- |
| 1986. január 1. | 2946     |
| 1991. január 1. | 2888     |
| 1996. január 1. | 2604     |
| 2001. január 1. | 2641     |
| 2006. január 1. | 2932     |